# Electroporación

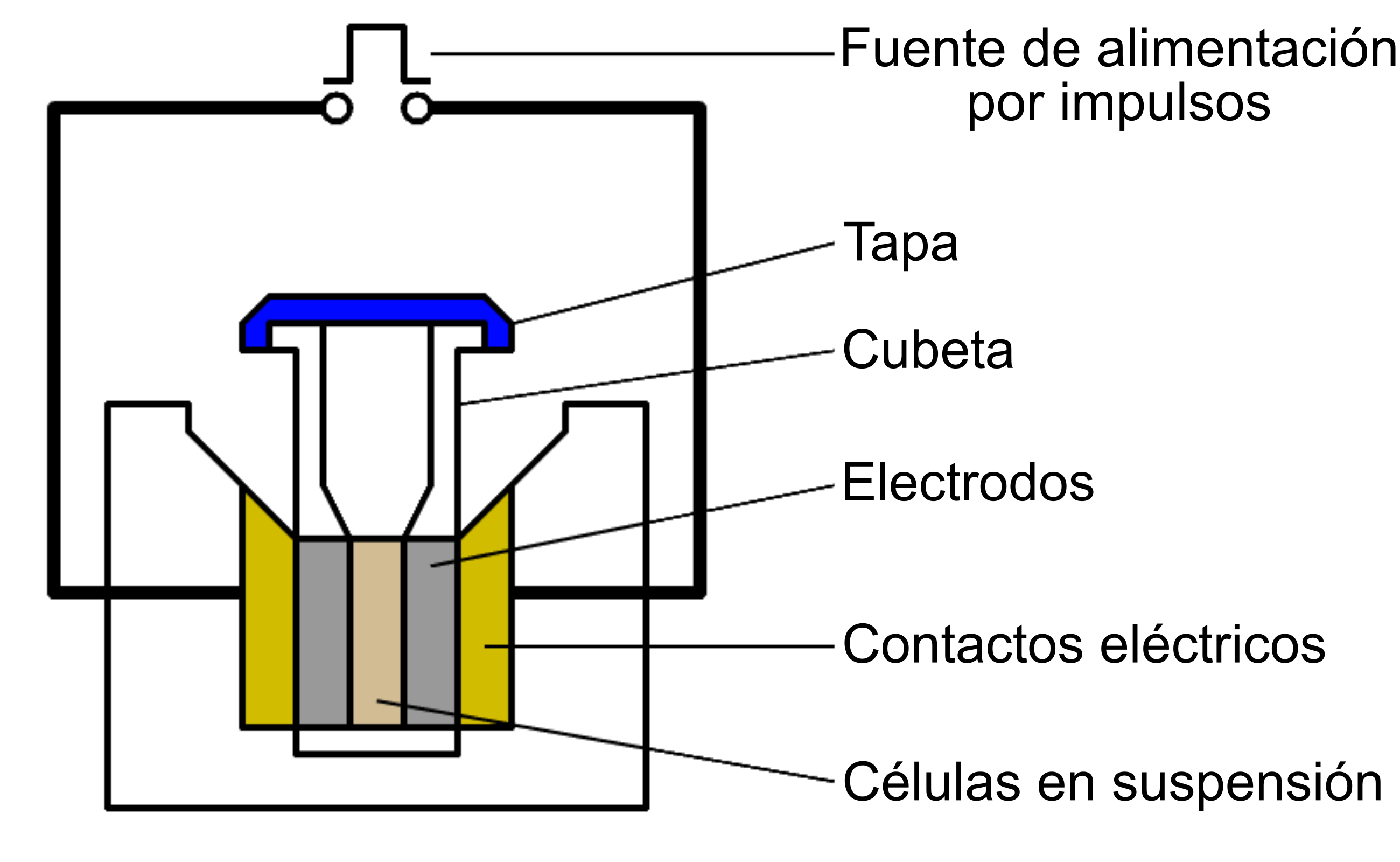
Diagrama de los principales componentes de un electroporador con la cubeta dentro.

La electroporación o electropermeabilización consiste en provocar un aumento significativo de la conductividad eléctrica y la permeabilidad de la membrana plasmática celular mediante un campo eléctrico aplicado externamente. Es habitual en biología molecular como forma de introducción de diferentes sustancias en células, como por ejemplo sondas moleculares, un fármaco que puede cambiar las funciones celulares o un fragmento de ADN codificante, como puede ser un plásmido.
Cuando el voltaje que atraviesa una membrana plasmática excede su rigidez dieléctrica se forman poros. Si la fuerza del campo eléctrico aplicado o la duración de la exposición al mismo se eligen apropiadamente, los poros formados por el pulso eléctrico se sellan tras un corto período, durante el cual los compuestos extracelulares tienen la oportunidad de entrar a la célula. Sin embargo, una exposición excesiva de células vivas a campos eléctricos puede causar apoptosis o necrosis, procesos que provocan la muerte celular.
En biología molecular, el proceso de electroporación se usa frecuentemente para la transformación de bacterias, levaduras y protoplastos vegetales. Además de membranas lipídicas, las bacterias también tienen una pared celular compuesta de peptidoglicano y sus derivados. Sin embargo, las paredes son porosas por naturaleza y sólo actúan como corazas que protegen a la célula de impactos ambientales severos. Si se mezclan bacterias y plásmidos, éstos pueden transferirse al interior de las células durante la electroporación. En este proceso suele emplearse un campo eléctrico de hasta unos pocos kilovoltios a través de una distancia de unos pocos milímetros. A continuación, las células deben manipularse cuidadosamente hasta que tengan la oportunidad de dividirse, produciendo nuevas células que contendrán copias del plásmido. Este proceso es aproximadamente diez veces más eficaz que la transformación por métodos químicos[cita requerida].
Este procedimiento es también muy eficiente para la introducción de genes externos en células en cultivo, especialmente en las de mamífero. Por ejemplo, se usa en el proceso de producción de ratones knockout, así como en el tratamiento de tumores, terapia génica y terapias basadas en células. El proceso de introducción de ácidos nucleicos exógenos en células eucariotas se conoce como transfección.

## El proceso

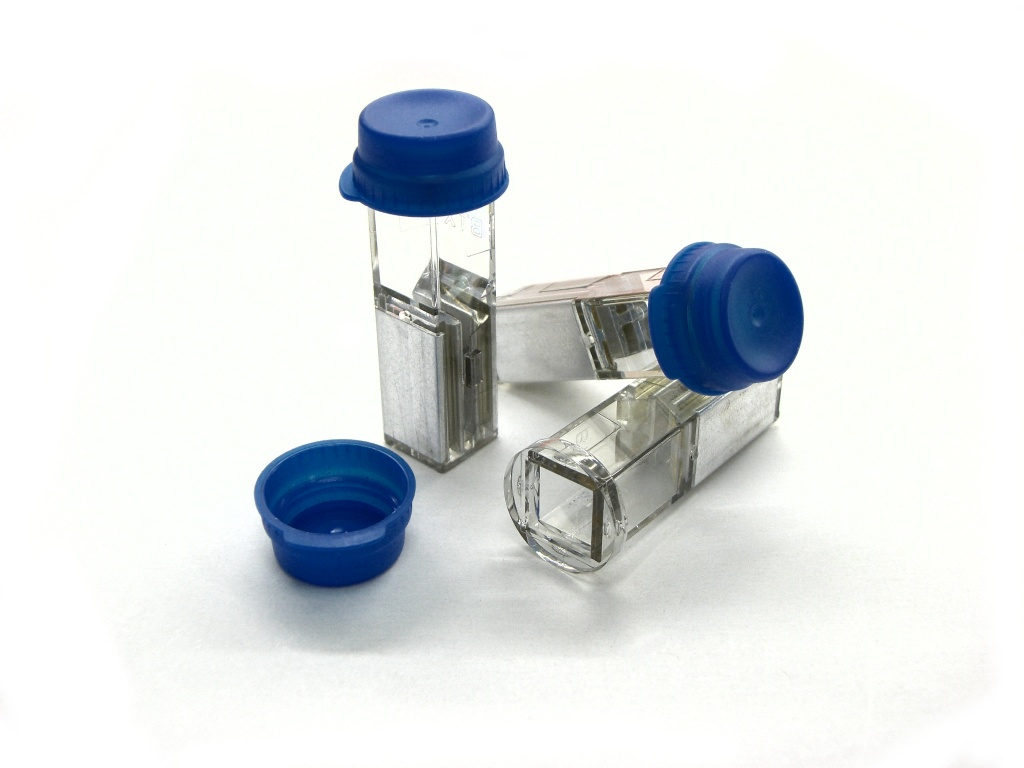
Cubetas para electroporación. Estas son de plástico con electrodos de aluminio y tapa de plástico azul. Pueden contener hasta 400 μL.

La electroporación se lleva a cabo en un electroporador, un aparato que crea un campo electromagnético a través de la suspensión celular (típicamente bacterias, aunque se puede aplicar a otros tipos de células, como se ha comentado anteriormente). La suspensión se pipetea en una cubeta de plástico o vidrio con electrodos de aluminio en los costados.
Por ejemplo, para la electroporación de bacterias suelen utilizarse unos 50 μL de suspensión celular. Antes de la electroporación las células se mezclan con los plásmidos con los que se quieren transformar. La mezcla se pipetea en la cubeta, se selecciona el voltaje en el electroporador (unos 240 voltios, por ejemplo) y la cubeta se inserta en el electroporador. Inmediatamente después de la electroporación se añade 1 ml de medio de cultivo a las bacterias (en la propia cubeta o en un tubo de microcentrífuga) y se incuban a la temperatura óptima de las bacterias durante una hora o más para después extenderlas en una placa con agar.
El éxito de la electroporación depende en gran medida de la pureza de la disolución de plásmido, especialmente de su contenido en sales. Las disoluciones impuras pueden causar una pequeña explosión (un arco eléctrico), en cuyo caso las células morirían. Si esto ocurre a menudo, podría ser necesaria una sedimentación de las células antes de una nueva electroporación.

## Aplicaciones médicas
Se ha descubierto que un voltaje más alto de electroporación puede destruir células diana en una zona bastante reducida, sin afectar a células vecinas. Esto podría representar un tratamiento prometedor para el cáncer, las cardiopatías y otras enfermedades que requieren eliminación de tejido.

## Aplicaciones cosméticas
La técnica de la electroporación se utiliza en cosmética como sistema de liberación transdérmica. El nombre que reciben estos tratamientos es electroporación transdérmica, mesoterapia virtual o mesoterapia sin agujas.
Esta técnica tiene como finalidad la introducción de principios activos en la piel. Lo que hace la electroporación es crear canales acuosos mediante pulsos eléctricos de baja potencia. Estos canales se utilizan para introducir los principios activos en la piel y se cierran una vez el equipo deja de funcionar. La apertura de los canales es totalmente reversible, por lo que se trata de una técnica segura, indolora y no invasiva.
Se puede utilizar para tratamientos faciales (arrugas y envejecimiento), corporales (celulitis, estrías, grasa localizada y flacidez) y capilares (caída del cabello). 